# Принц Кариньяно
Принц Кариньяно (итал. principe di Carignano) — титул, созданный герцогом Савойским Карлом Эммануилом I для своего младшего сына Тома Франсуа по названию города Кариньяно вблизи Турина, входившему во владения савойских графов.
Его потомки были приняты как иностранные принцы при Французском дворе, где некоторые из них занимали видные посты. Евгений Савойский и его родственники были вынуждены оставить версальский двор после «дела о ядах»; впоследствии представители этого рода унаследовали сардинский престол.

## Принцы и принцессы Кариньяно
| Принц                            | Портрет | Период      | Принцесса                                                     | Портрет |
| -------------------------------- | ------- | ----------- | ------------------------------------------------------------- | ------- |
| 1. Томас Франциск (1595—1656)    |         | 1620—1656   | Мария де Бурбон-Конде (1606—1692)                             |         |
| 2. Эммануил-Филиберт (1628—1709) |         | 1656 — 1709 | Мария Катерина д’Эсте (1656—1722)                             |         |
| 3. Виктор Амадей I (1690—1741)   |         | 1709 — 1741 | Виктория Франциска Савойская (1690—1776)                      |         |
| 4. Людовик Виктор (1721—1778)    |         | 1741 — 1778 | Кристина Генриетта Гессен-Рейнфельс-Ротенбургская (1717—1778) |         |
| 5. Виктор Амадей II (1743—1780)  |         | 1778 — 1780 | Жозефина Лотарингская (1753—1797)                             |         |
| 6. Карл Эммануил (1770—1800)     |         | 1780 — 1800 | Мария Кристина Саксонская (1770—1851)                         |         |
| 7. Карл Альберт (1798—1849)      |         | 1800 — 1831 | Мария Тереза Тосканская (1801—1855)                           |         |

В 1831 г. Карл Альберт был провозглашен сардинским королем после смерти своего кузена Карла Феликса, не имевшего законных наследников, и пресечения старшей линии Савойской династии. Таким образом, все последующие короли Сардинии, а затем объединённой Италии происходят из Кариньянской ветви Савойского дома.